# جیمز میدلتون کاکس
جیمز میدلتون کاکس (به انگلیسی: James Middleton Cox) (زاده ۳۱ مارس ۱۸۷۰ - درگذشته ۱۵ ژوئیه ۱۹۵۷) کارآفرین، سیاست‌مدار و مدیر ارشد اجرایی آمریکایی بود، که در سال ۱۸۹۸ شرکت کاکس را تأسیس کرد.
وی ۴۶مین و ۴۸مین فرماندار ایالت اوهایو بود، همچنین در فاصله سال‌های ۱۹۰۹ تا ۱۹۱۳ به‌عنوان نماینده حوزه انتخابیه سوم اوهایو در مجلس نمایندگان ایالات متحده آمریکا فعالیت نمود. کاکس در انتخابات ریاست جمهوری ایالات متحده در سال ۱۹۲۰ کاندیدای منتخب حزب دموکرات بود، که از فرانکلین دلانو روزولت شکست خورد.